# Urothemis edwardsii
Urothemis edwardsii é uma espécie de libelinha da família Libellulidae. 
Pode ser encontrada nos seguintes países: Argélia, Angola, Benin, Botswana, Burkina Faso, Camarões, Chade, República Democrática do Congo, Costa do Marfim, Egipto, Gambia, Gana, Guiné, Quénia, Libéria, Malawi, Mali, Mauritânia, Moçambique, Namíbia, Níger, Nigéria, Senegal, Serra Leoa, Somália, África do Sul, Sudão, Tanzânia, Uganda, Zâmbia, Zimbabwe e possivelmente no Burundi.
Os seus habitats naturais são: lagos de água doce. 